# ایگور بولداکوف
ایگور بولداکوف (روسی: Игорь Васильевич Булдаков؛ ۲۶ اوت ۱۹۳۰ – ۳۰ آوریل ۱۹۷۹) قایقران روئینگ اهل اتحاد جماهیر شوروی سوسیالیستی بود.
وی در مسابقات کشوری و بین‌المللی در مجموع برندهٔ ۳ مدال طلا، ۲ مدال نقره شده‌است.